# Montlognon
Montlognon – miejscowość i gmina we Francji, w regionie Hauts-de-France, w departamencie Oise.
Według danych na rok 1990 gminę zamieszkiwało 177 osób, a gęstość zaludnienia wynosiła 34 osoby/km² (wśród 2293 gmin Pikardii Montlognon plasuje się na 820. miejscu pod względem liczby ludności, natomiast pod względem powierzchni na miejscu 854.).